# Peter Tollens
Peter Tollens (* 21. August 1954 in Kleve) ist ein in Köln lebender deutscher Maler, Zeichner und Buchkünstler. Er beschäftigt sich in seinen vorwiegend abstrakt-monochromen, aber in sich strukturierten Gemälden intensiv mit dem Wesen der Farbe in der Malerei (Paint and Colour). Zu seinem Werk gehören auch Zeichnungen, Graphiken und Künstlerbücher.

## Leben
In den Jahren von 1970 bis 1973 erhielt P. Tollens eine Ausbildung zum Farbenlithographen. Von 1976 bis 1981 studierte er Malerei an der Fachhochschule Köln bei Professor Stefan Wewerka.

## Werke in öffentlichen Sammlungen

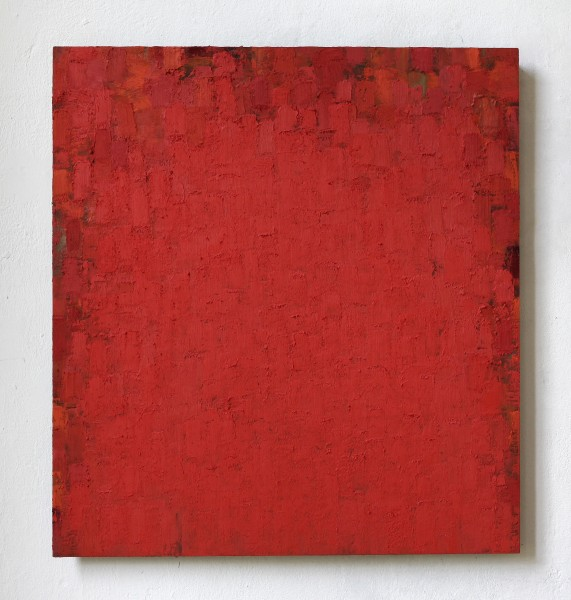
Red Red Orange Red 2012–2013

- Kolumba, Kunstmuseum des Erzbistums Köln
- Ege Kunst- und Kulturstiftung, Freiburg
- Mezzanin, Stiftung für Kunst, Schaan, Liechtenstein
- Buffalo AKG Art Museum, Buffalo, USA
- Berkeley Art Museum, Berkeley, Kalifornien, USA
- J. P. Morgan Chase & Co., USA
- Karl-Ernst Osthaus Museum, Hagen
- Museum Kurhaus, Kleve
- Sammlung Mondstudio, Bad Homburg
- Sammlung Andreas Dombret, Frankfurt am Main
- Staatsgalerie Stuttgart, Stuttgart
- Städtisches Kunstmuseum, Bonn
- Luztig-Antal Collection, Debrecen, Ungarn
- Vass Collection, Budapest, Ungarn
- Deutsche Apotheker- und Ärztebank eG, Düsseldorf
- Scottsdale Museum of Contemporary Art, Scottsdale, Arizona, USA
- Kunstmuseum Düsseldorf / Sammlung Wolfgang Hanck, Düsseldorf
- Bilderbuchmuseum Burg Wissem, Troisdorf

## Einzelausstellungen

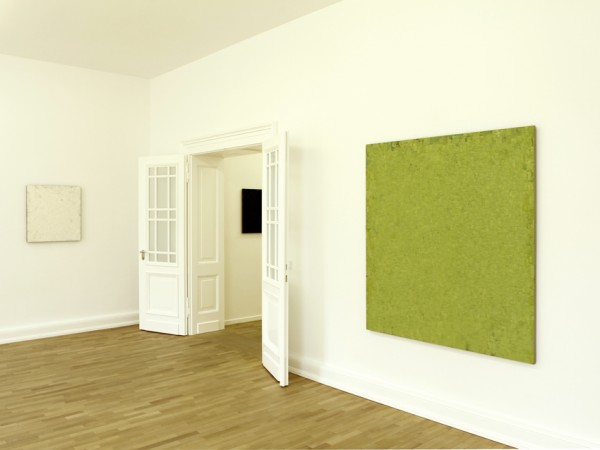
Ausstellung ‚Transit‘, Bonn, 2011

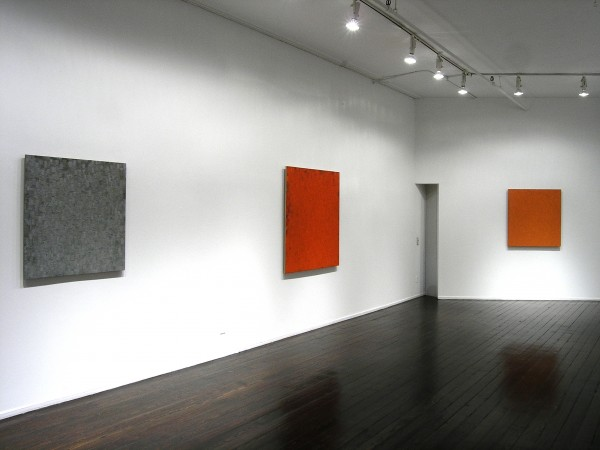
Ausstellung M. Roeder, New York, 2008

- 2021/22: Peter Tollens. Something to live for, Villa Zanders, Bergisch Gladbach
- 2016 Peter Tollens Transition orange grau rot grün weiss Gemälde 2010–2015, Galerie Wenger Zürich
- 2015 Künstlerbücher – Artist Books, Buchpräsentation mit Ausstellung im Alexander Verlag, Berlin
- 2012 Künstlerbücher – Artist Books, Bilderbuchmuseum Burg Wissem, Troisdorf (Alexander Verlag Berlin, Alexander Verlag, Berlin)
- 2011 ‚Transit‘, Malerei, kunstgaleriebonn, Bonn
- 2009 grey green red white, paintings, Howard Yezerski Gallery, Boston, USA
- 2008 Red Gray Green White Orange Paintings, Margarete Roeder Gallery, New York, USA
- 2007 Gemälde 1987–2007, Raumwechsel 9, Kunstraum Alexander Bürkle, Freiburg
- 2006 Paintings, Howard Yezerski Gallery, Boston MA., USA
- 2004 60 Radierungen, Raumwechsel I, Kunstraum Alexander Bürkle, Freiburg
- 2004 Abstract Paintings, Schmidt Contemporary Art, St. Louis, USA (mit Michael Toenges)
- 2003 Paintings, Patricia Sweetow Gallery, San Francisco, USA (mit Michael Toenges)
- 2003 Bilder und Bücher, Galerie S 65, Köln
- 2002 Paintings, Howard Yezerski Gallery, Boston MA., USA
- 2002 Sterne für Kolumba mit Werkbuch Peter Tollens, Diözesanmuseum, Köln
- 2001 Paintings, Charlotte Jackson Fine Arts, Santa Fe, USA
- 2000 Paintings and Books, Patricia Sweetow Gallery, San Francisco, USA
- 1999 Schilderijen, Galerij S65, Aalst, Belgien
- 1998 Paintings, Charlotte Jackson Fine Art, Santa Fe, USA
- 1996 Ein Bild und Bücher, Diözesanmuseum, Köln
- 1995 Farbmalerei, Forum Bildender Künstler, Essen
- 1993 Zwischen zwei Deckeln, Zeichnungen in Heften, Kladden und Büchern, Artillerie, Köln (Katalog)
- 1989 Farbmalerei, Galerie G, Freiburg
- 1988 Farbmalerei, Artothek Köln
- 1987 Städtisches Museum Haus Koekkoek, Kleve (Katalog)